# Charles-Gustave Smith
Charles-Gustave Smith (* 14. Februar 1826 in London; † 6. Februar 1896 in Ottawa) war ein kanadischer Organist, Komponist, Maler und Musikpädagoge.

## Biografie
Smith, dessen Großvater sich 1806 in Frankreich niedergelassen hatte, wurde 1826 während einer Englandreise seiner Eltern in London geboren. Ab dem achten Lebensjahr erhielt er am Pariser Konservatorium Unterricht von Pierre Zimmermann, dem Klavierlehrer seiner Mutter, die eine versierte Amateurmusikerin war. Ab 1844 lebte er in Marseille und studierte dort auch Malerei. Er bereiste Europa, Nordafrika und Indien und nahm nach seiner Rückkehr nach Frankreich als Korporal auf republikanischer Seite an der Februarrevolution 1848 teil. (1868 wurde er vom französischen Konsul in New Orleans für die Rettung eines verwundeten Kameraden während dieser Kämpfe als Chevalier de la Légion d’Honneur ausgezeichnet.)  Im Jahr 1856 erhielt er vom Direktor des Pariser Konservatoriums, Daniel-François-Esprit Auber, ein Diplom in den Fächern Harmonielehre und Komposition.
Im gleichen Jahr ging Smith nach Kanada und arbeitete zunächst in Montreal für einen deutschen Maler. Nachdem er 1857 zum römisch-katholischen Glauben konvertiert war,  heiratete er Hermine Leprohon, die Tochter des Holzbildhauers Louis-Xavier Leprohon. Ab etwa 1860 war er Organist und Chorleiter an der St Patrick's Church in Montreal und unterrichtete am Sacré-Coeur Convent in Sault-au-Recollet, wo Emma Albani zu seinen Schülern zählte. Sein Lehrbuch Abécédaire musical, das in dieser Zeit entstand, blieb im kanadischen Musikunterricht mehr als 60 Jahre in Gebrauch.
Smith veröffentlichte auch Artikel zu musikpädagogischen Themen und gab mit seinem Schwiegervater eine Zeitschrift heraus, die jedoch binnen kurzer Zeit wieder eingestellt werden musste. Nach einem Aufenthalt in den USA (1866 bis 1868) ließ er sich in Ottawa nieder. Er wirkte dort bis 1892 an der Basilika Notre Dame, unterrichtete am Grey Nuns' Convent und dem Collège d’Ottawa und gründete eine eigene Musikschule. Daneben arbeitete er von 1870 bis 1892 als Kartograph und technischer Zeichner für die Federal Departments of Agriculture, Railways and Canals. Zudem verfasste er auch in Ottawa Artikel für verschiedene Zeitschriften und war kurzzeitig Mitherausgeber des Le Courrier d’Ottawa. 
Die Kompositionen Smiths – vor allem Klavier- und Chorwerke – waren überwiegend Gelegenheitswerke, lediglich sein Musiklehrbuch erlangte große Bekanntheit. In seinem Stück Le Foyer domestique nahm er die Melodie eines Sanctus von Charles Écuyer auf und bewahrte so eine der ältesten in Kanada entstandenen Kompositionen vor dem Vergessen. Smith war ein Urgroßvater des Komponisten André Prévost.